# Municipio de Terrebonne
El municipio de Terrebonne (en inglés: Terrebonne Township) es un municipio ubicado en el condado de Red Lake en el estado estadounidense de Minnesota. En el año 2010 tenía una población de 147 habitantes y una densidad poblacional de 1,58 personas por km².

## Geografía
El municipio de Terrebonne se encuentra ubicado en las coordenadas 47°48′12″N 96°9′35″O / 47.80333, -96.15972. Según la Oficina del Censo de los Estados Unidos, el municipio tiene una superficie total de 93.07 km², de la cual 93,07 km² corresponden a tierra firme y (0 %) 0 km² es agua.

## Demografía
Según el censo de 2010, había 147 personas residiendo en el municipio de Terrebonne. La densidad de población era de 1,58 hab./km². De los 147 habitantes, el municipio de Terrebonne estaba compuesto por el 96,6 % blancos, el 0,68 % eran afroamericanos y el 2,72 % eran de una mezcla de razas. Del total de la población el 0 % eran hispanos o latinos de cualquier raza.